# Maciej Muzaj
Maciej Muzaj est un joueur polonais de volley-ball né le 31 juillet 1994 à Wrocław (voïvodie de Basse-Silésie). Il mesure 2,08 m et joue attaquant. Il est international polonais.

## Clubs
| Club           | De        | À   |
| -------------- | --------- | --- |
| Skra Bełchatów | 2012-2013 | ... |

## Palmarès

### En sélection nationale
- Coupe du monde (0)
  - Finaliste : 2019
- Ligue des nations (0)
  - Finaliste : 2021

### En club
- Championnat de Pologne (1)
  - Champion : 2014
  - Vice-champion : 2019
- Championnat d'Italie (0)
  - Vice-champion : 2021
- Supercoupe de Pologne (1)
  - Vainqueur : 2014